# Proterogyrinus
Proterogyrinus ist eine Gattung der Embolomeri aus dem Mississippium von Nordamerika und Schottland. Er war vermutlich carnivor, also ernährte sich von Fleisch, und lebte in den Karbonsümpfen, die damals dominant waren. Von Proterogyrinus sind zwei Arten bekannt: P. scheeleri, die Typusart, und P. pancheni. Proterogyrinus wurde 1970 von Alfred Romer beschrieben.

## Merkmale
Die Länge von Proterogyrinus wird auf ca. 1 m geschätzt. Der Schädel war länglich; das Schädeldach ist abgesetzt von der Wangenpartie. Zwischen Schädeldach und Wange verläuft eine sogenannte Schwächelinie, die es wahrscheinlich ermöglichten, den Schädel beim Biss zu verbiegen, so wie es vermutlich auch bei den osteolepiformen Fischen war. Der Hals von Proterogyrinus war kurz. Die Wirbel waren groß. Der Schwanz war abgeplattet, was darauf hinweist, dass Proterogyrinus ein guter Schwimmer war. Die Gliedmaßen waren im Gegensatz zu späteren Embolomeri wie Pteroplax gut entwickelt, was für eine rasche Fortbewegung an Land spricht.

## Systematik
Laut Romer zählt Proterogyrinus zur Proterogyrinidae. Innerhalb der Proterogyrinidae ist Proterogyrinus das Schwestertaxon der Gattung Papposaurus. Die Proterogyrinidae gehört wiederum zur Gruppe der Embolomeri. Oft wird er fälschlicherweise auch als Temnospondyli gedeutet, allerdings sind die Embolomeri näher mit den Amnioten verwandt als mit den Lissamphibien, wie es bei den Temnospondyli der Fall ist.

### Hauptquelle
- Michael J. Benton: Paläontologie der Wirbeltiere. 2007, ISBN 3-89937-072-4, S. 106.